# Cerdanyola del Vallès

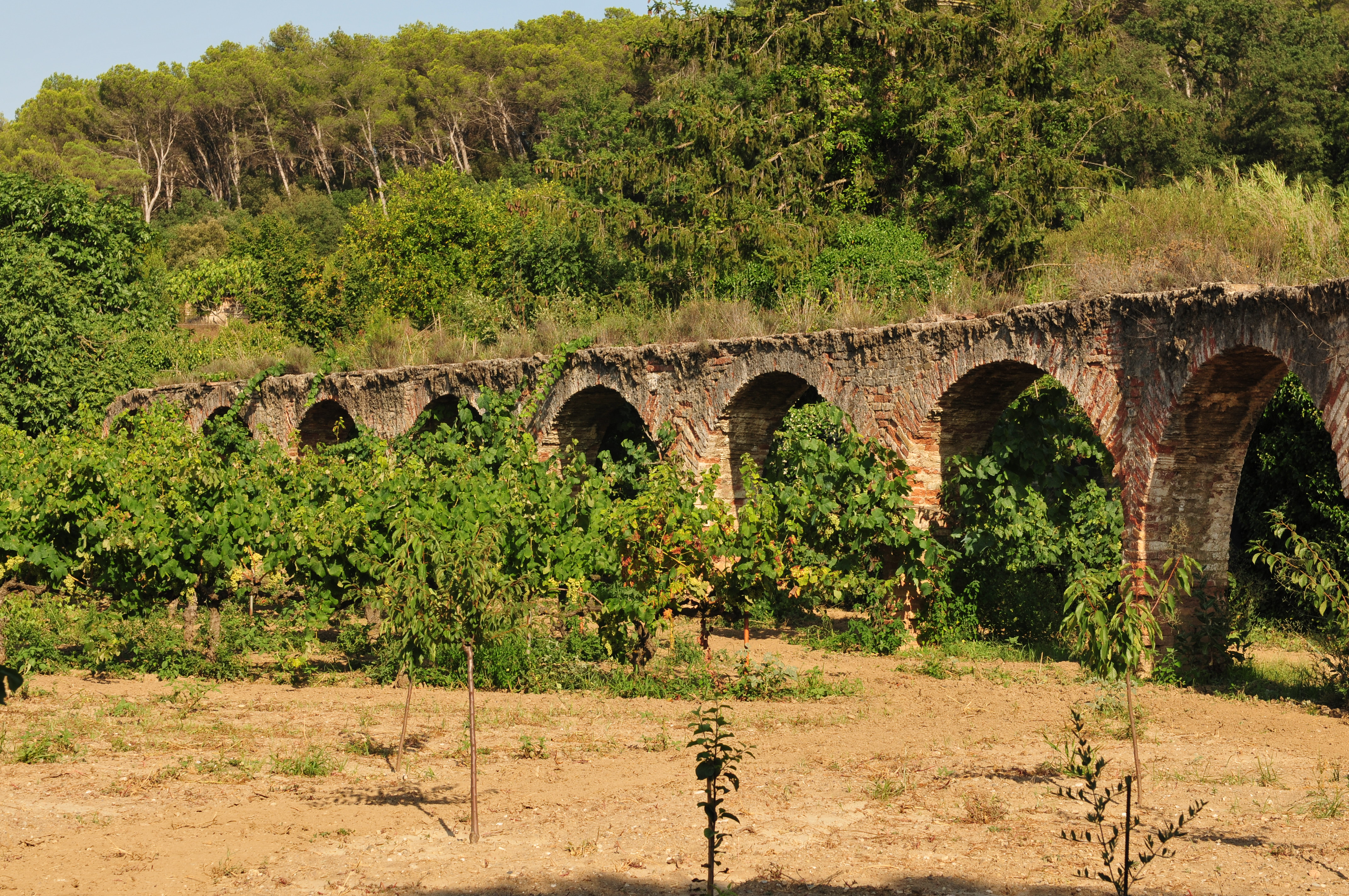
Cerdanyola del Vallès

Cerdanyola del Vallès (katal.), także nieoficjalnie hiszp. Sardañola del Vallés  − miasto w powiecie (comarca) Vallès Occidental, na obrzeżach Barcelony w północnej Hiszpanii, oddalona od centrum Barcelony o około 10 km, można tam dojechać pociągiem.